# Wolfsland: Das schwarze Herz
Das schwarze Herz ist ein deutscher Fernsehfilm von Ole Zapatka aus dem Jahr 2023. Es handelt sich um den 13. Filmbeitrag der ARD-Kriminalfilmreihe Wolfsland. Die Erstausstrahlung erfolgte am 25. Dezember 2023, online war der Film in der ARD Mediathek ab dem 22. Dezember 2023 abrufbar.

## Handlung
Kommissar Burkhard 'Butsch' Schulz, der aktuell darüber grübelt wie ernst es um seine Beziehung zur Staatsanwältin Konzak steht, wird mit seiner Kollegin Viola Delbrück zum Fundort einer Leiche gerufen. Sie können sich endlich wieder gemeinsam um einen Fall kümmern, da die Unschuld von Dr. Grimm bewiesen wurde und er wieder der Chef ist.
Auf einem Acker wurde der Diplom-Biologe Jo Karasek erschlagen aufgefunden. Die Leiche wurde erst nach der Tat sehr rituell und mit gefalteten Händen auf Stroh aufgebahrt. Gearbeitet hatte der Biologe aktuell an einem Gutachten aus naturschutzrechtlicher Sicht, das dem kapitalkräftigen Investor Gerry Diel den Weg bahnen sollte, eine moderne und zukunftsweisende Solarzellenfabrik in Görlitz zu errichten. Da Butschs alter Widersacher Botho Frauenburg zu den Drahtziehern einer Bürgerbewegung gehört, die gegen das neue Riesenprojekt agiert, sieht er ihn sofort als Täter an. Delbrück verweist jedoch auf dessen Alibi und hält nichts von Vorverurteilungen. Ähnlich ablehnend verhält sie sich gegenüber der Theorie ihres Vorgesetzten Dr. Grimm, der noch immer dem „Dreckigen Dutzend“ nachjagt. Für ihn ist klar, dass nur diese ominöse Geheimorganisation hinter dem Mord stecken kann und benimmt sich daher mehr als eigenartig. Ebenso eigenartig verhalten sich die Eltern des Kioskbetreibers Theo Flinz. Sie wohnen zurückgezogen unweit der Fundstelle des Opfers und hätten eigentlich etwas von den Vorgängen mitbekommen müssen. Aber sie schotten sich komplett ab, wollen mit niemandem reden und leben nur in „ihrer“ Welt mit ihrem Glauben. Eine Erklärung finden die Ermittler in den Verkaufsverhandlungen von Flinz, denn er wollte das Grundstück über den Kopf seiner Eltern hinweg an die Solarfirma verkaufen. Zwischenzeitlich gerät sogar der Investor unter Verdacht, weil der Biologe unerwartet einen nicht häufigen Käfer entdeckt hatte, was den Bau der neue Fabrik hätte gefährden können. Da die Analyse von Drohbriefen gegen den Biologen dann aber eindeutig den Server von Theo Flinz identifiziert, wird er festgenommen. Im Verhör räumt er die Tat auch ein, die er seinen Eltern zuschieben wollte.

## Produktionsnotizen
Die Dreharbeiten für Das schwarze Herz und die nachfolgende Episode Tote schlafen schlecht erstreckten sich zeitgleich vom 11. Oktober 2022 bis zum 7. Dezember 2022 und fanden in Görlitz und Umgebung statt.

## Rezeption

### Kritik
Tilmann P. Gangloff wertete für Tittelbach.tv und schrieb: „Der 13. ‚Wolfsland‘-Krimi erfreut durch eine bemerkenswert sorgfältige Bildgestaltung mit vielen Zwischentönen, die einigen Mitwirkenden ebenfalls gut getan hätten. Ausgerechnet Götz Schubert, eigentlich ein Schauspieler mit viel Gespür für Zwischentöne, führt sich diesmal mitunter wie ein Elefant im Porzellanladen auf.“
Bei prisma.de wertete Franziska Wenzlick: „‚Wolfsland‘ ist eine seit 2016 existierende Krimi-Reihe, basierend auf einer Idee der Drehbuchautoren Sönke Lars Neuwöhner und Sven S. Poser. Das Duo schrieb auch die Geschichte zu diesem Fall. Regie führte erstmalig Ole Zapatka, der das Ermittler-Duo von seiner besten Seite präsentiert: scharfsinnig, emotional und ungewöhnlich nahbar. Ohne Frage: Dass ‚Wolfsland‘ funktioniert, liegt zu weiten Teilen an den schroffen, aber zunehmend sympathischen Kommissaren. Zuletzt konnten Butsch und Viola im Dezember 2022 rund fünf Millionen Menschen (Marktanteil: 18,7 Prozent) erreichen.“
Oliver Armknecht von film-rezensionen.de meinte, der Film „erhöht den Konfliktfaktor der Reihe noch weiter, wenn hier quasi ununterbrochen gestritten wird. Als Satire hätte die Geschichte um den Mord an einem Biologen unterhaltsam sein können. So aber wechselt der Film zwischen nervig und langweilig, ist als Krimi kaum sehenswert.“ „Ein bisschen gibt man sich den Anschein, als sei das hier in irgendeiner Form gesellschaftlich relevant, wenn Themen wie Umweltschutz angeschnitten werden. Nur konnten sich Sönke Lars Neuwöhner und Sven S. Poser beim Drehbuch wohl nicht entscheiden, ob sie sich über all das lustig machen wollen oder es ernst nehmen.“

### Einschaltquoten
Bei der Erstausstrahlung von Wolfsland: Das schwarze Herz am 25. Dezember 2023 verfolgten in Deutschland insgesamt 4,57 Millionen Zuschauer die Filmhandlung, was einem Marktanteil von 17,0 Prozent für Das Erste entsprach.